# Burlioncourt
Burlioncourt – miejscowość i gmina we Francji, w regionie Grand Est, w departamencie Mozela.
Według danych na rok 1990 gminę zamieszkiwały 162 osoby, a gęstość zaludnienia wynosiła 22 osób/km² (wśród 2335 gmin Lotaryngii Burlioncourt plasuje się na 883. miejscu pod względem liczby ludności, natomiast pod względem powierzchni na miejscu 802.).